# Walk on the Wild Side (canção)
"Walk on the Wild Side" é uma canção do cantor e compositor estadunidense Lou Reed, faz parte de seu segundo álbum solo, Transformer (1972).
Foi produzido por David Bowie e Mick Ronson. É conhecida como um hino da contracultura, a música recebeu ampla cobertura de rádio e tornou-se maior sucesso de Reed. Também gerou muita polêmica ao tratar de assuntos considerados tabus na época, como a questão das pessoas transgênero, prostituição masculina, sexo oral e uso de drogas ilícitas.
A letra da música, descreve uma série de pessoas e situações vividas por elas, especificamente no circuito alternativo da cena cultural da cidade de Nova Iorque naquele período.
Refere-se a vários dos "superstars" que frequentavam o estúdio do artista plástico Andy Warhol na cidade, conhecido como The Factory; a música menciona Holly Woodlawn, Candy Darling, Joe Dallesandro, Jackie Curtis e Joe Campbell.
Em 2010, a Rolling Stone classificou "Walk on the Wild Side" no número 223 em sua lista das 500 melhores músicas de todos os tempos.
Em 2013, o The New York Times descreveu "Walk on the Wild Side" como uma "balada de desajustados e excêntricos e que se tornou um hino cultural improvável, um canto de sereia atraindo gerações de pessoas".

## Inspiração
No documentário de 2001, 'Classic Álbuns: Lou Reed: Transformer', Reed diz que foi o romance de Nelson Algren de 1956, 'A Walk on the Wild Side' (intitulado após a música de 1952 "The Wild Side of Life"), que foi o ponto de partida para a música, embora, à medida que crescia, a música se tornasse habitada por personagens de sua própria vida. Tal como acontece com várias outras músicas de Reed da década de 1970, o título também pode ser uma alusão a uma música anterior, neste caso "Walk on the Wild Side", de Mack David e Elmer Bernstein, a canção-título indicada ao Oscar interpretada por Brook Benton para o filme de 1962 baseado no romance de Algren. Durante sua apresentação da música em seu álbum 'Live: Take no Prisoners' de 1978, Reed explica com humor o desenvolvimento da música a partir de um pedido para que ele escrevesse a música para a versão musical, nunca concluída, do romance de Algren.
Cada verso da música refere-se a uma das "superstars" do estúdio de Andy Warhol em Nova York, denominado The Factory.
- Holly - Holly Woodlaw foi uma atriz, uma das primeiras celebridades transgênero que atuou no filme cult 'Trash', de 1970, produzido por Warhol. Ela, nasceu Haroldo Danhaki em Porto Rico e depois mudou de nome. Sua fuga de Miami, Flórida para Nova York, de carona, foi um fato real. Holly morreu de câncer no cérebro em Los Angeles em 6 de dezembro de 2015.
- Candy - Candy Darling foi uma atriz transexual que atuou nos filmes 'Flesh' e 'Women in Revolt'. Ela foi anteriormente popularizada na música  do Velvet Underground, 'Candy Says'. Ela nasceu menino com o nome 'James L. Slattery', no Queens, nova Iorque. Ela também apareceu no filme 'Klute' (como figurante) com Jane Fonda e em 'Lady Liberty' com Sophia Loren. Em 1971 foi para Viena fazer dois filmes com o diretor Werner Schroeter. Darling morreu de linfoma, em 1974, aos 29 anos.
- Little Joe - Joe Dallesandro, é um ator que atuou em todos os filmes da trilogia Paul Morryssey/Warhol. Ele é considerado um o símbolo sexual masculino mais famoso dos filmes underground americanos, bem como da subcultura gay. Mas, ao contrário de outros personagens marginais das músicas de Reed, ele passou para o 'mainstream', atuando em vários filmes comerciais com diretores famosos. Seus quadris aparecem na polêmica capa do álbum ‘Sticky Fingers’ dos 'Rolling Stones' (1971). Ele também foi fotografado para a capa do primeiro álbum da banda inglesa 'The Smiths' (1983). Dallesandro, atualmente, mora em Los Angeles, EUA.
- Sugar Plum Fairy - Refere-se a Joe Campbell, que era conhecido por seu relacionamento de longo prazo com o político abertamente gay Harvey Milk (retratado no filme, ‘Milk’, por Sean Penn). Joe atuou no filme de 1965 de Warhol 'My Hustler' (ou 'Temptations'). Ele faleceu em 2005, em sua casa na Califórnia, após uma longa batalha contra a AIDS.
- Jackie - Jackie Curtis foi outra atriz transgênero, nova-iorquina e artista performática que apareceu nos filmes 'Flesh' e 'Women in Revolt', juntamente com várias produções teatrais. Na música, Jackie é lembrada pelo uso de drogas e por sua fascinação pelo ator James Dean. Ela às vezes se apresentava como uma mulher, às vezes como um homem, e seu estilo com glitter e batom bem demarcado foi considerado uma inspiração para a estética do movimento glam-rock. Jackie, faleceu de uma overdose de heroína em 1985, aos 38 anos

## Curiosidades
No verso sobre Candy: “...But she never lost her head/Even when she was giving head” – A expressão "Mesmo quando ela estava dando cabeça"(tradução livre), que é uma gíria para felação ou sexo oral, foi inserida na canção de modo inteligente para a repetição da palavra "cabeça", confundindo assim, os censores no Reino Unido e nos EUA. Eles não perceberam o truque e, consequentemente, a música não foi classificada como "explícita" naqueles países, o que permitiu sua execução massiva nas rádios.
A expressão "Sugar Plum Fairy", ‘Fada da Ameixa Açucarada’, em tradução livre:
É um eufemismo ou gíria para para se referir a “traficante de drogas”.
Originalmente, é um personagem do balé "O Quebra-Nozes".
Na música, refere-se a Joe Campbell, que já havia feito um filme utilizando este apelido para o personagem.

## A Trilogia 'Flesh Trash and Heat'
Os ‘superstars’ de Wahrol, exceto Joe Campbell, atuaram nessa trilogia do artista plástico em parceria com diretor de cinema Paul Morrissey.
A trilogia Flesh, Trash and Heat, de Morrissey/Wahrol, faz parte do cinema alternativo/experimental dos anos 1970.
São filmes 'underground' por experimentar, inovar e irem de encontro ao cinema comercialmente estabelecido à época. Aos 27 anos, Paul Morrissey começou a colaborar nos filmes de Andy Warhol, o que gerou uma parceira de sucesso no cenário do cinema alternativo em Nova Iorque.
- Flesh (1968) - É mostrado um dia na vida de Joe, que se prostitue por alguns trocados. Ele sai às ruas para ganhar algum dinheiro e isso o leva a vários encontros com clientes e traficantes pelas ruas de Nova York. O filme inclui cenas de Joe Dallesandro interagindo com seu irmão e seu filho na vida real. O irmão interpreta um dos traficantes, e em outra cena, Joe  interage e brinca com o bebê. Uma outra cena com Dallesandro inspirou, nos anos 1980, a capa do primeiro álbum do grupo inglês 'The Smiths'.
- Trash (1970) - O filme questiona o romantismo do lixo e da contracultura norte-americana, disfarçando com humor um tema sério. Segue um dia na vida do viciado em heroína Joe Dallesandro e Holly, sua companheira, que vivem de bicos e de objetos que ela pega na rua para revender. Um nerd virgem e um agente social obcecado por sapatos femininos complementam a fauna de situações bizarras e hilárias.
- Heat (1972) – O filme foi concebido por Warhol como uma paródia do filme Sunset Boulevard (1950). Joe Davis é um ex-astro de cinema que está desempregado e leva a vida como um vigarista. Ele tenta a ajuda da atriz Hollywoodiana decadente Sally para voltar ao estrelato, mas um triângulo amoroso entre ele, Sally e a filha dela, Jéssica, que é uma garota perturbada, desencadeia ciúmes, loucura e um plano de assassinato.

## Músicos e elementos musicais
Como muitas das músicas de Reed, "Walk on the Wild Side" é baseada em uma simples progressão de acordes alternando entre Dó maior e Fá maior, ou I e IV na análise harmônica. O pré-refrão introduz o II [Ré menor].
O solo de saxofone barítono tocado sobre o 'fadeout' no final da música é executado por Ronnie Ross, um famoso músico que foi professor de saxofone do jovem David Bowie.
A música é conhecida por seu andamento geminado ascendente e descendente, também por linhas de baixo tocadas por Herbie Flowers. Em uma entrevista na BBC Radio 4 (Playing Second Fiddle, exibida em julho de 2005), Flowers afirmou que a razão pela qual ele criou as linhas de baixo gêmeas foi que, como músico de sessão, ele seria pago em dobro por tocar dois instrumentos na mesma faixa. O gancho de baixo de Flowers foi executado com baixo fender de jazz, sobreposto por uma guitarra fretless.

## Recepção e audiência
A letra de "Walk on the Wild Side" foi inovadora e muito ousada para a época, contando histórias incomuns em canções de rock, até então. Contém referências a pessoas transgêneros, à prostituição masculina, sexo oral e uso de drogas ilícitas. "Sempre pensei que seria divertido apresentar às pessoas a personagens que talvez não conhecessem antes, ou não quisessem conhecer", disse Reed. A música se tornou um sucesso mundial. Apareceu nas paradas de singles da Billboard Hot 100 no início de 1973.
O termo "meninas de cor" era um problema nos EUA. A gravadora RCA em 1972, forneceu às estações de rádio uma versão mudando a linha "colored girls" para "and the girls" e também retirando a menção ao sexo oral. Essa referência a sexo tinha escapado dos censores que em 1972-73, aparentemente, não conheciam a gíria utilizada na música.
Em 2010, a revista Rolling Stone classificou-a como a 223ª melhor música de todos os tempos.

## Versões Cover
Em 1990, o músico inglês Jamie J. Morgan lançou sua versão de "Walk on the Wild Side". Ele alcançou a posição 27 no UK Singles ChartUK Singles Chart, número 25 na Austrália,  e foi um hit número um na Nova Zelândia.
A cantora, compositora e instrumentista americana Edie Brickell [¹⁸] trouxe a doçura de seus vocais para mais uma versão desse clássico. A gravação fez parte da trilha sonora do filme "Quase sem destino"[¹⁹], de 1990 (Flashback, título original, Paramount), estrelado por Dennis Hopper e Kiefer Sutherland.